# Uran-238
Uran-238 (238U nebo U-238) je nejběžnější izotop uranu v přírodě s relativním zastoupením kolem 99,27 %. Na rozdíl od uranu-235 je neštěpitelný, což znamená, že není schopen sám o sobě udržet řetězovou reakci. Je však štěpitelný rychlými neutrony a je množivý, což znamená, že může být přeměněn na štěpné plutonium-239. 238U nedokáže udržet řetězovou reakci, protože rozptyl neutronů snižuje energii neutronů pod prahovou energii potřebnou pro rychlé štěpení. Dopplerovo rozšíření rezonanční absorpce neutronů 238U, které zvyšuje absorpci s rostoucí teplotou paliva, je také zásadním mechanismem negativní zpětné vazby pro řízení reaktoru.
Přibližně 99,284 % přírodního uranu na Zemi tvoří uran-238, který má poločas rozpadu 4,468 miliard let. Kvůli svému přirozenému zastoupení a poločasu rozpadu ve srovnání s jinými radioisotopy produkuje 238U ~40 % radioaktivního tepla produkovaného na Zemi. Rozpadová řada 238U přispívá 6 elektronovými antineutriny na každé jádro 238U , což má za následek velký detekovatelný signál geoneutrin vyprodukovaných v uranových ložiscích. Rozpad 238U na dceřiné izotopy je široce používán v radiometrickém datování, zejména pro materiály starší než 1 milion let.
Ochuzený uran má vyšší koncentraci izotopu 238U než přírodní uran. Palivo v jaderných reaktorech je zpravidla z drtivé většiny tvořeno neštěpným 238U. Přepracovaný uran je také hlavně 238U, s přibližně stejným množstvím uranu-235 jako přírodního uranu, srovnatelným podílem uranu-236 a mnohem menším množstvím jiných izotopů uranu, jako je uran-234, uran-233 a uran-232.

## Výroba

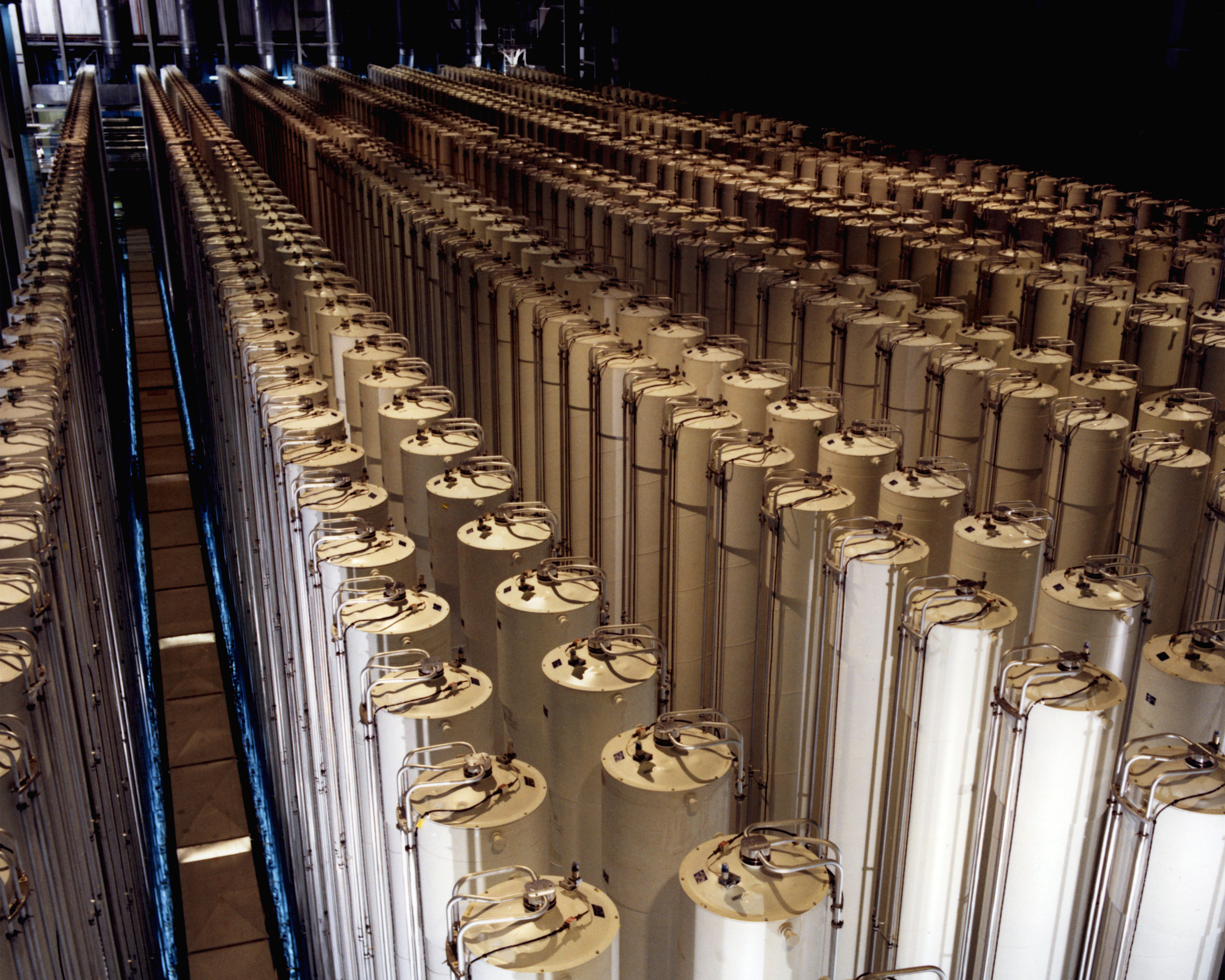
Kaskáda odstředivek pro obohacování uranu

Přírodní izotopy uranu 238U a 235U jsou od sebe oddělovány během obohacování uranu. Oba izotopy mají velmi odlišné neutronově-fyzikální vlastnosti, pro většinu aplikací je potřebný jen jeden izotop. Izotopy mají téměř identické chemické vlastnosti, proto je potřeba využít malých rozdílů v jejich fyzikálních vlastnostech jako je hmotnost, rychlost difuze a excitační energie. Tyto procesy jsou technologicky i ekonomicky velmi náročné, jen malá část zemí světa dokáže uran obohacovat na velkém měřítku. Obohacování většinou probíhá v kaskádě s několika obohacovacími stupni, na každém stupni se uran obohatí o velmi malou část. Cílovým produktem je téměř vždy 235U, 238U je pouze vedlejší produkt.

## Význam v jaderné energetice

### Neutronový záchyt
Nejpravděpodobnější reakcí 238U je neutronový záchyt, během kterého jádro pohltí neutron a následně se přemění na 239Np a poté 239Pu:
{\displaystyle {\ce {{}^{238}_{92}U + {}^{1}_{0}n -> {}^{239}_{92}U ->[\beta^-][23.5\ {\ce {min}}] {}^{239}_{93}Np ->[\beta^-][2.356\ {\ce {d}}] {}^{239}_{94}Pu}}}.

Touto reakcí se v reaktoru ztrácí velké množství volných neutronů, zhruba 20 % pro lehkovodní reaktory, což negativně ovlivňuje koeficient násobení {\displaystyle k_{eff}}. Neutronový záchyt v 238U je jedním z hlavních důvodů proč se palivo pro lehkovodní reaktory musí obohacovat. Reakce je však důležitá pro množivé reaktory, protože vzniklé 239Pu je štěpné. Množivé reaktory jsou proto schopny vytvořit více paliva (štěpného materiálu), než kolik spotřebují. V lehkovodních reaktorech s 18měsíčním palivovým cyklem může pocházet ze štěpení

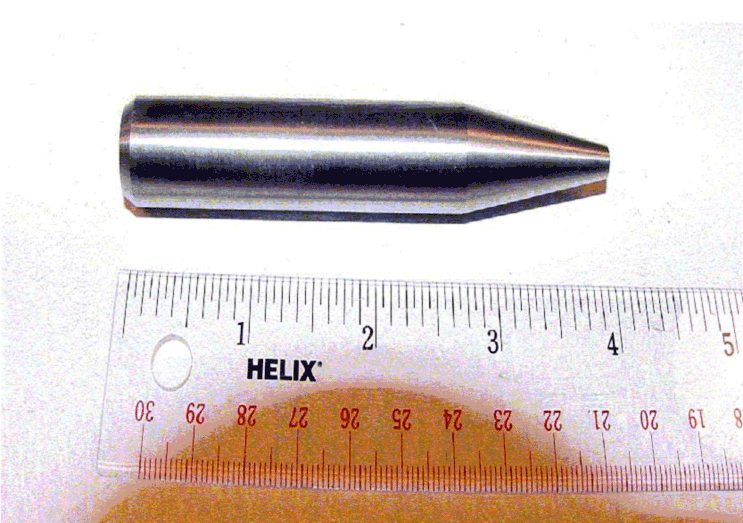
Protitankový náboj ráže 30 mm z ochuzeného uranu pro rotační kanón GAU-8 Avenger

239Pu až 50 % celkové energie.

### Rychlé štěpení
V případě, že je energie neutronu dostatečně vysoká (> ~1 MeV), může dojít k rozštěpení jádra.
{\displaystyle {\ce {{}^{238}_{92}U + {}^{1}_{0}n -> {}^{239}_{92}U ->{}^{29}_{36}Kr +{}^{144}_{56}Ba + {}3^{1}_{0}n}}}
Vytvořené neutrony jsou však příliš zpomalovány elastickým rozptylem, což znemožňuje udržitelnou štěpnou reakci s pomocí čistého 238U. I přesto je touto reakcí vytvořeno kolem 2 % neutronů v lehkovodních reaktorech.

## Využití v jaderných zbraních

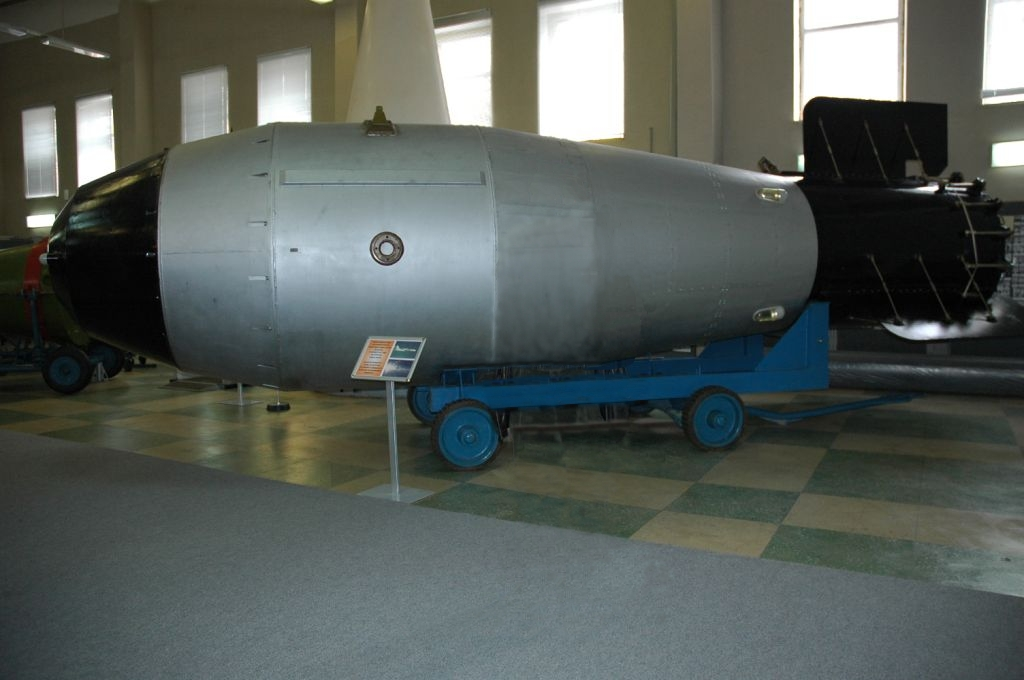
Model Car-bomby

Zatímco první stupeň jaderných zbraní používá vysoce obohacený uran 235U, i 238U má své využití. Používá se totiž na výrobu reflektoru neutronů, který dramaticky zvyšuje výbušnou sílu a snižuje potřebné množství štěpného materiálu. Několik milisekund po dosažení kritické hmotnosti se uvolní takové množství energie, že se všechny komponenty vypaří a ztratí jakoukoliv strukturální integritu. Jedním způsobem jak štěpnou reakci prodloužit je zvýšení setrvačnosti reflektoru použitím materiálu s vysokou hustotou. Uran je v pro tuto aplikaci vhodným kandidátem, protože má velmi vysokou hustotu 19.1 g/cm3. Zároveň mohou rychlé volné neutrony štěpit 238U v reflektoru a uvolnit tak velké množství energie. Například u vodíkové Car-bomby by použití uranového reflektoru zdvojnásobilo výbušnou sílu z 50 na 100 MT TNT ekv.

## Využití mimo jadernou energetiku

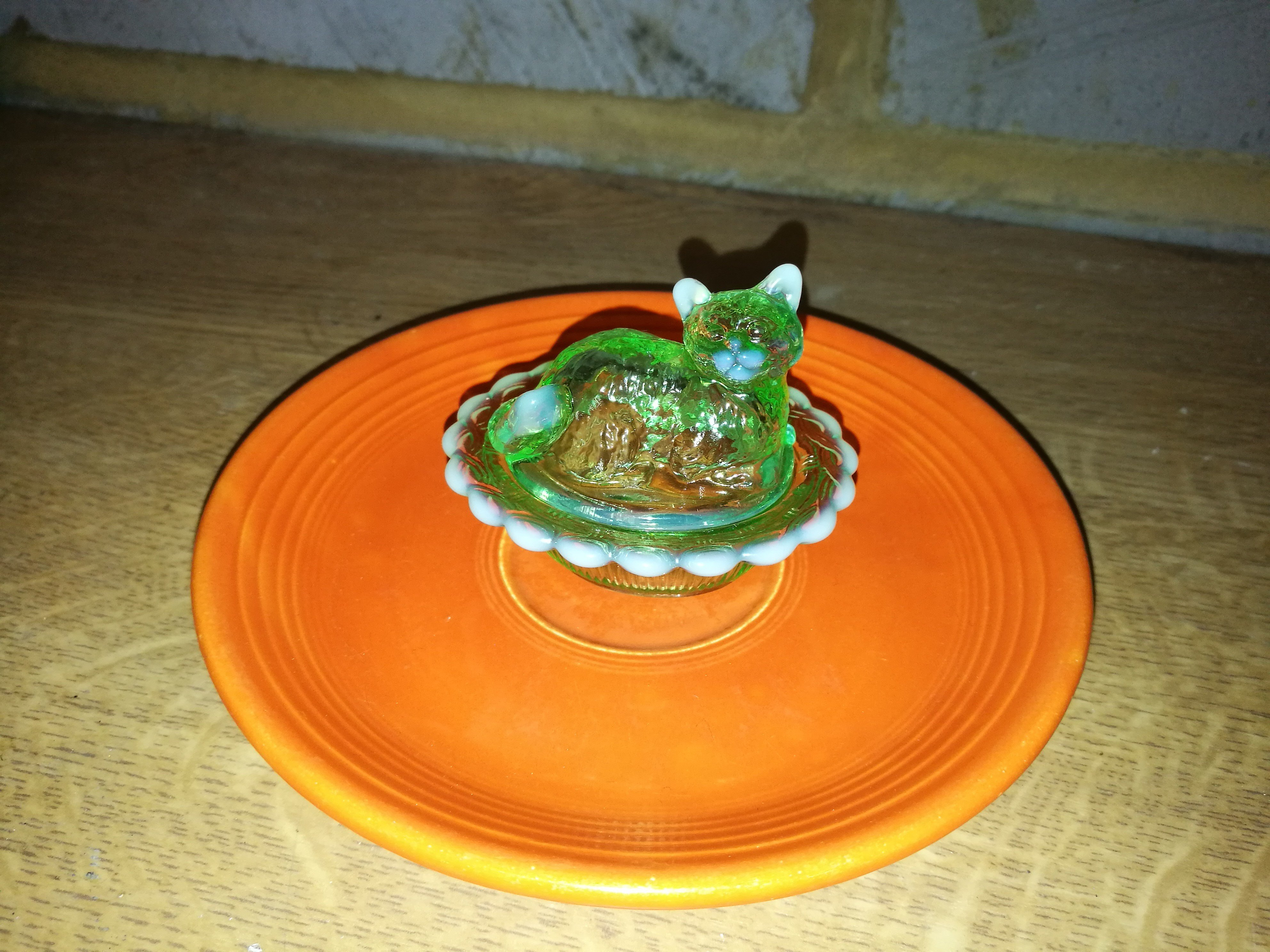
Socha kočky z uranového skla na talíři s uranovou oranžovou barvou.

Ochuzený uran má bohaté využití i mimo jadernou energetiku, kde se používá pro své nejaderné vlastnosti jako levnější alternativa přírodního uranu. Mezi tato uplatnění patří například uranové protitankové střely, radiační stínění, uranové sklo a uranem barvený porcelán.